# Arroz de Calasparra

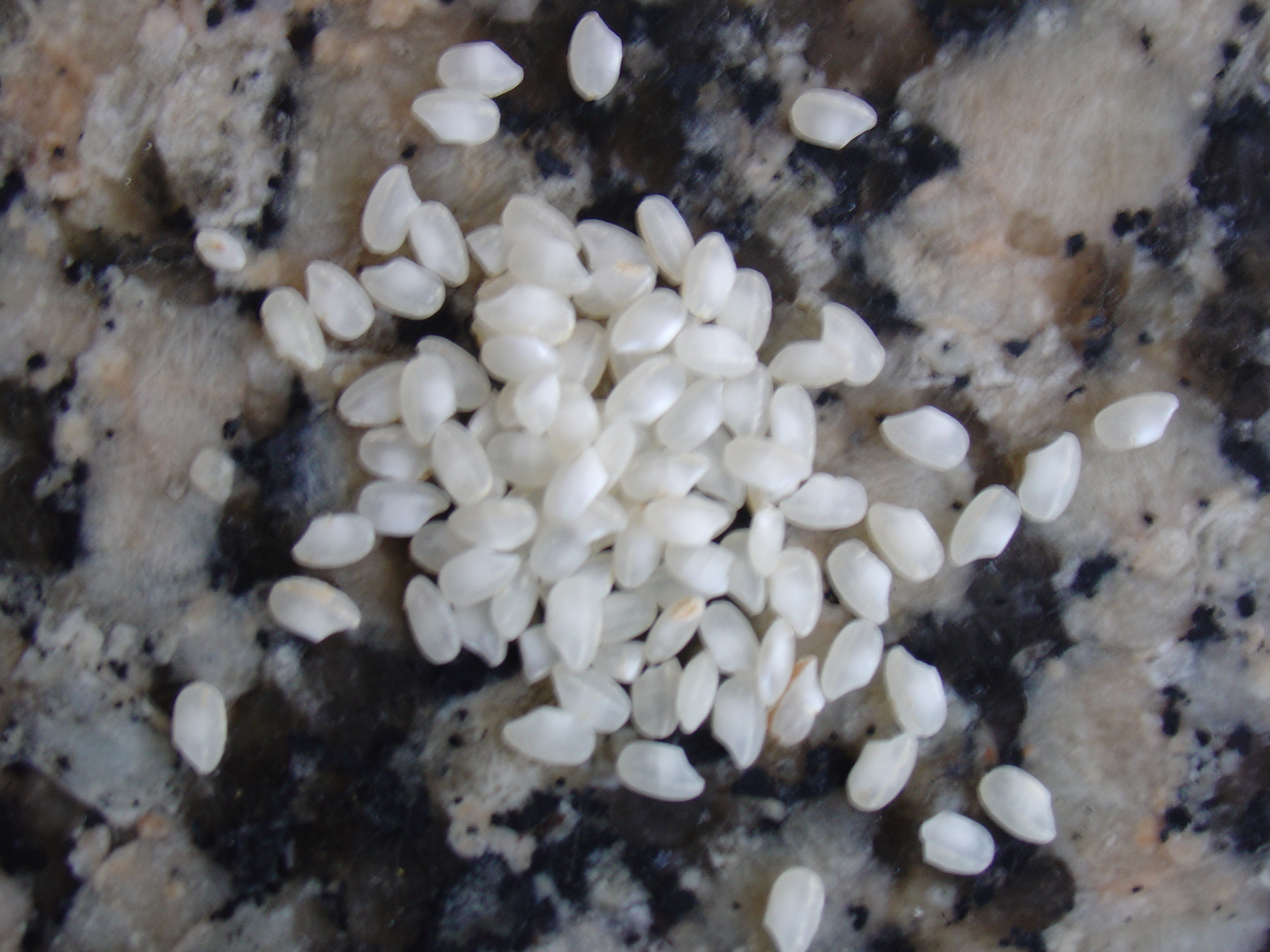
Arroz bomba de Calasparra crudo.

El arroz de Calasparra es uno de los tres únicos arroces con denominación de origen protegida de España, junto con los del delta del Ebro y de Valencia. La Denominación de Origen Protegida Calasparra se reconoció en 1986, aunque el cultivo del arroz en la zona se remonta al siglo XIV. Está regulada por el Consejo Regulador de la D.O.P. "CALASPARRA" y comprende los municipios de Calasparra, Moratalla (en Murcia) y Hellín (en Albacete).
Las variedades de arroz utilizadas son "Bomba" y "Balilla × Sollana". Requieren una mayor cantidad de agua y un mayor tiempo de cocción, con lo que el grano se hincha más y se le impregnan más los otros sabores. Se recolecta entre octubre y noviembre, pero se consume todo el año. 
Las características que hacen peculiar a este arroz son las siguientes:
- Es un cultivo de montaña, a una altura aproximada de 450 metros.
- El riego se hace mediante un sistema de terrazas que permiten la renovación constante del agua.
- La maduración del grano se alarga un 30% más que otras variedades de arroz.

## Historia

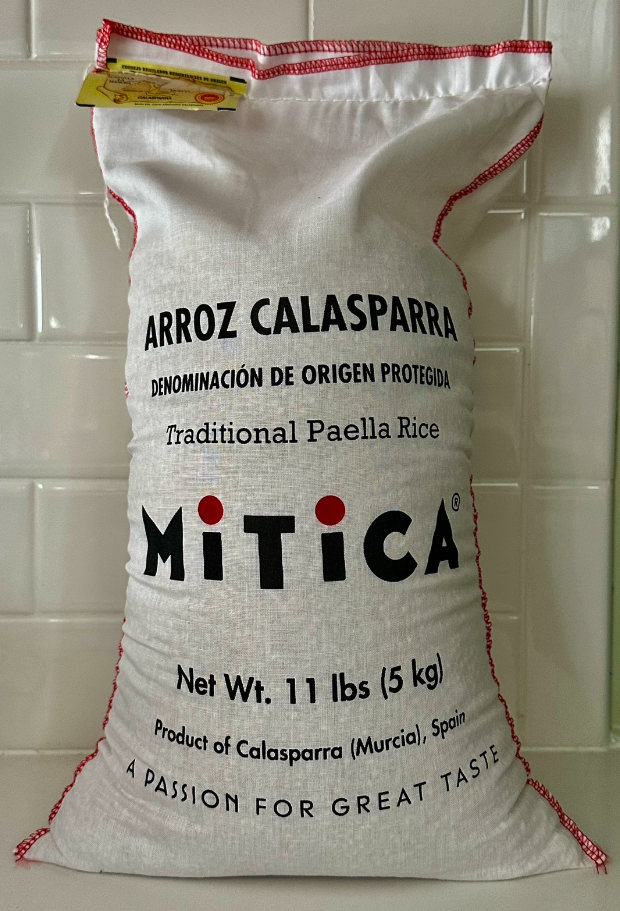
El arroz de Calasparra se vende internacionalmente

La difusión del cultivo del arroz en la península proviene de la conquista musulmana. El terreno de Calasparra, dado su privilegiada situación hidrológica, fue utilizado para el cultivo del arroz a partir del siglo XVII como reconoce el "Acta de la junta de la acequia de Rotas del 5 de diciembre de 1634. No obstante, algunos historiadores sostienen que los cultivos de arroz se iniciaron en el siglo XV como parte de los programas de repoblación de los reyes cristianos.